# Liste der Monuments historiques in Balanzac
Die Liste der Monuments historiques in Balanzac führt die Monuments historiques in der französischen Gemeinde Balanzac auf.

## Liste der Bauwerke
| Bezeichnung | Beschreibung              | Standort | Kennzeichnung | Schutzstatus | Datum | Bild |
| ----------- | ------------------------- | -------- | ------------- | ------------ | ----- | ---- |
| Schloss     | Erbaut im 16. Jahrhundert | (Lage)   | PA00104611    | Inscrit      | 1994  |      |